# Philagra semivittata
Philagra semivittata är en insektsart som beskrevs av Melichar 1915. Philagra semivittata ingår i släktet Philagra och familjen spottstritar. Inga underarter finns listade i Catalogue of Life.